# Гонсалес, Сесар Эдуардо
Сесар Эдуардо Гонсалес Амаис (исп. César Eduardo González Amais; родился 1 октября 1982 года в Матурин, Венесуэла) — венесуэльский футболист, полузащитник клуба «Депортиво Ла Гуайра». Выступал за сборную Венесуэлы.

## Клубная карьера
Гонсалес начал карьеру в клубе «Монагас». За два сезона он хорошо зарекомендовал себя и в 2004 году уехал в Колумбию, где недолго выступал за «Атлетико Уила» и «Депортиво Кали». В составе последнего Сесар выиграл Кубок Мустанга.
В 2005 году Гонсалес вернулся на родину, где стал футболистом «Каракаса». С новой командой он дважды выиграл венесуэльскую Примеру. В 2007 году Сесар переехал в Аргентину, где три сезона провёл выступая за клубы «Колон» и «Уракан».
Летом 2009 года он перешёл в мексиканский «Сан-Луис». 30 августа в матче против «Пуэблы» Гонсалес дебютировал в мексиканской Примере. 15 апреля 2010 года в поединке против «Эстудиантес Текос» он забил свой первый гол за «Сан-Луис». В начале 2011 года Сесар вновь вернулся в Аргентину, где на правах аренды выступал за «Химнасию Ла-Плату», а также помогал «Ривер Плейту» вернуться в элиту.
В 2012 году Гонсалес принял решение вернуться на родину и подписал соглашение с «Депортиво Тачира». 19 августа в матче против «Яракуянос» он дебютировал за новый клуб. 14 октября в поединке против «Депортиво Петаре» Сесар забил свой первый гол за «Тачиру».
В матчах Кубка Либертадорес против перуанского «Спортинг Кристал» и парагвайского «Гуарани» он забил два мяча.
В 2016 году Гонсалес перешёл в бразильский «Коритиба». 15 мая в матче против «Крузейро» он дебютировал в бразильской Серии A.
С 2017 года выступает за «Депортиво Ла Гуайра».

## Международная карьера
9 октября 2004 года в товарищеском матче против сборной Бразилии Гонсалес дебютировал за сборную Венесуэлы.
27 марта 2007 года в поединке против сборной Кубы он забил свой первый гол за национальную команду.
В том же году Сесар попал в заявку на участие в домашнем Кубке Америки. На турнире он сыграл в матчах против сборных Перу и дважды Уругвая.
В 2011 году Гонсалес во второй принял участие в Кубке Америки в Аргентине. На турнире он сыграл в поединках против команд Бразилии, Перу, Чили, Парагвая и Эквадора. В матче против эквадорцев Сесар забил гол.
В 2015 году Гонсалес попал в заявку на участие в Кубке Америки в Чили. На турнире он сыграл в матчах против сборных Колумбии и Бразилии.

### Голы за сборную Венесуэлы
| #   | Дата             | Место                                             | Противник | Счёт | Результат | Соревнование                     |
| --- | ---------------- | ------------------------------------------------- | --------- | ---- | --------- | -------------------------------- |
| 01. | 24 марта 2007    | Метраполитано Мерида, Мерида, Венесуэла           | Куба      | 3:1  | 3:1       | Товарищеский матч                |
| 02. | 3 марта 2010     | Метраполитано Лара, Лара, Венесуэла               | Панама    | 1:2  | 1:2       | Товарищеский матч                |
| 03. | 9 июля 2011      | Падре Эрнесто Мартарена, Сальта, Аргентина        | Эквадор   | 3:0  | 4:1       | Кубок Америки 2011               |
| 04. | 22 мая 2013      | Метраполитано Мерида, Мерида, Венесуэла           | Сальвадор | 1:1  | 2:0       | Товарищеский матч                |
| 05. | 10 сентября 2013 | Хосе Антонио Ансоатеги, Пуэрто-ла-Крус, Венесуэла | Перу      | 2:1  | 3:2       | Чемпионат мира 2014 квалификация |

## Достижения
Командные
 «Депортиво Кали»
- Чемпионат Колумбии по футболу — Финалисасьон 2005

 «Каракас»
- Чемпионат Венесуэлы по футболу — 2005/2006
- Чемпионат Венесуэлы по футболу — 2006/2007